# Schellsburg
Schellsburg es un borough ubicado en el condado de Bedford en el estado estadounidense de Pensilvania. En el año 2000 tenía una población de 316 habitantes y una densidad poblacional de 306.4 personas por km².

## Geografía
Schellsburg se encuentra ubicado en las coordenadas 40°02′55″N 78°38′38″O / 40.04861, -78.64389.

## Demografía
Según la Oficina del Censo en 2000 los ingresos medios por hogar en la localidad eran de $36,563 y los ingresos medios por familia eran $38,750. Los hombres tenían unos ingresos medios de $27,386 frente a los $20,000 para las mujeres. La renta per cápita para la localidad era de $16,303. Alrededor del 2.5% de la población estaba por debajo del umbral de pobreza.